# Mosty im. J. Piłsudskiego w Krościenku nad Dunajcem
Mosty im. Józefa Piłsudskiego w Krościenku nad Dunajcem – para bliźniaczych mostów nad Dunajcem w Krościenku nad Dunajcem, będących elementem jedynego drogowego połączenia Szczawnicy z resztą kraju (droga powiatowa nr K1639).
Mostami prowadzi ulica Kozłeczyzna w kierunku Szczawnicy od ronda w centrum Krościenka nad Dunajcem, na którym zbiegają się ulice: Jagiellońska, Jana III Sobieskiego i krótka uliczka prowadząca do rynku.
Oba mosty są podświetlane. Przez południowy (zmodernizowany) most przechodzi dwukierunkowa ścieżka rowerowa o szerokości 2,5 m, prowadząca od rynku w Krościenku  do ciągu pieszo-rowerowego biegnącego wzdłuż bulwarów Dunajca.

## Historia
W połowie XIX wieku powyżej ujścia potoku Krośnica do Dunajca zbudowano kładkę na palach (tzw. ławę), co wiązało się z rozwijającym się na Zawodziu (części Krościenka po prawej stronie Dunajca) zdrojowiskiem. Dziś przy niskich stanach rzeki odsłaniają się pale kładki. Do 1871 roku ta kładka oraz prom, który działał przy Zawiesach (parę kilometrów w górę Dunajca od rynku; do promu prowadziła ulica św. Kingi), stanowiły jedyne sposoby pokonania Dunajca w tej okolicy.
Ławę niszczyły wody zwane przez flisaków „janówkami” lub „świętojankami”, wzbierające w okolicach św. Jana (24 czerwca). Prom przy dużej wodzie był niebezpieczny i czasami do Szczawnicy przez kilka dni nie można się było dostać.
W latach 1871–1872 wybudowano pierwszy solidny most przy Zawiesach. Był to drewniany, kryty most o oryginalnej konstrukcji kratownicowej, podparty jednym filarem w nurcie Dunajca, wybudowany według projektu inżyniera Wacława Ibiańskiego. Z racji swej historii został nazwany później „Zerwanym Mostem”.

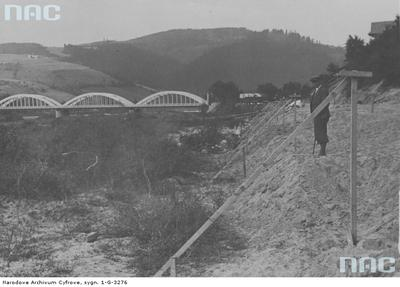
Zdjęcie mostu z nowo budowanego fragmentu drogi do Szczawnicy w 1934 roku

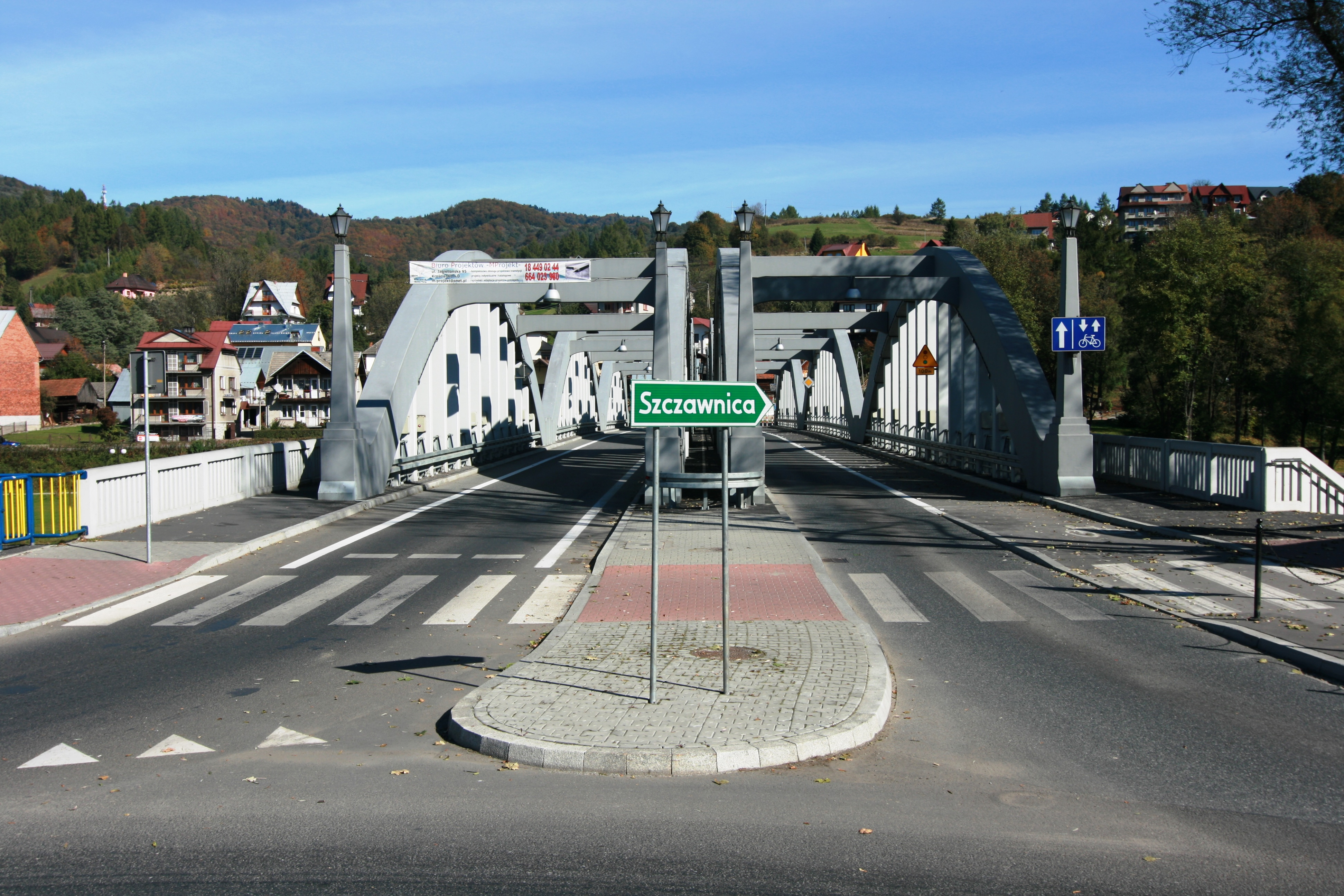
Wjazd na mosty od strony ul. Jagiellońskiej

W 1928 roku przystąpiono do budowy żelbetowego mostu na przedłużeniu ul. Jagiellońskiej, w pobliżu rynku i kościoła Wszystkich Świętych. Był to trzyprzęsłowy most, oparty na dwóch elipsowatych podporach, wybudowany według najnowocześniejszych ówcześnie technologii. W lipcu 1934 roku, gdy nowy most był na ukończeniu, wystąpiła „powódź stulecia” – największa powódź w Polsce międzywojennej, która zerwała drewniany most. Jedna z połówek płynącego mostu oraz pozostałości „Białego Domku” ze szczawnickiego Cypla zniszczyły część barier nowo budowanej przeprawy.
Wojska niemieckie w trakcie wycofywania się z terenu Krościenka pod koniec wojny planowały wysadzić most, jednak nie zdążyły tego zrobić.
W latach 2009–2011 wykonano generalny remont mostu oraz dobudowano drugi bliźniaczy obiekt tuż obok (po północnej stronie), co umożliwiło poprowadzenie jednokierunkowego ruchu każdym z mostów i dodatkowo chodników (na każdym z mostów) i ścieżki rowerowej (mostem południowym).
Modernizacja mostu była możliwa dzięki decyzji Zarządu Województwa Małopolskiego z 2 grudnia 2008 roku, a umowa o dofinansowanie została podpisana 5 czerwca 2009 roku. Remont i budowa rozpoczęły się w lipcu 2009 roku i trwały do 22 lipca 2011 roku. Całkowity koszt inwestycji wyniósł 14 694 430,85 złotych, z czego dofinansowanie ze środków Małopolskiego Regionalnego Programu Operacyjnego na lata 2007–2013 to prawie 8,5 mln zł. Pozostała kwota to dotacja gminy Krościenko (1 137 tys. zł), gminy Szczawnica (1 137 tys. zł) oraz wkład własny powiatu nowotarskiego w wysokości 4 milionów złotych.
Projektantem nowego mostu i przebudowy starego był Robert Słota z firmy MP Mosty S.C.. Wykonawcą modernizacji był Zakład Robót Mostowych MOSTMAR Marcin i Grzegorz Marcinków Spółka Jawna w Zarzeczu,
Po kwietniu 2010 roku rozważano zmianę patrona mostu na parę prezydencką (Lech i Maria), jednak do zmiany nazwy nie doszło.
Inwestycja otrzymała tytuł „Modernizacji Roku 2011”.